# Stasiotika

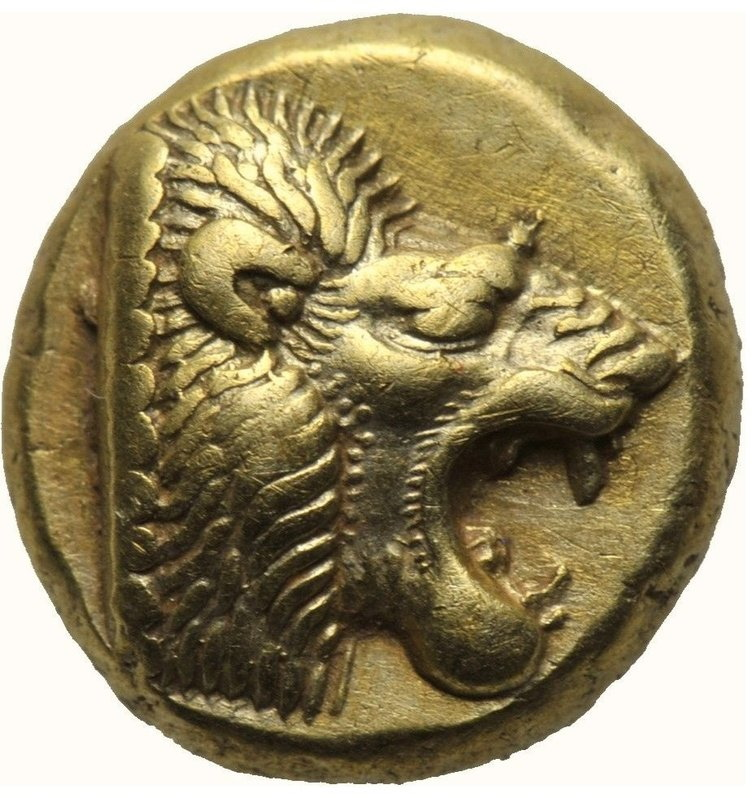
Anverso de Hecté de electro - Prótomo de león - Mitilene (521-478 a. C.)

Stasiotika (στασιωτικά), término griego que puede traducirse como “cantos de batalla”, es el nombre que dieron los compiladores alejandrinos de época helenística a uno de los cuatro tipos de composiciones poéticas del escritor lesbio Alceo, que vivió aproximadamente entre el 630 y el 580 a. C. Los otros tres géneros en que quedaron agrupadas las obras líricas de Alceo son: “Erotika” (poesía amorosa), “Hymnoi” (tratamiento épico o litúrgico de las andanzas y manifestaciones de los dioses y los héroes), y “Skolia” (canciones cortas, más desenfadadas, recitadas normalmente en los banquetes o “symposia”).
Los poemas susceptibles de formar parte de los “Stasiotika” son aquellos que reflejan la marcada conflictividad social y política que experimentaron las ciudades lesbias, y en especial Mitilene, durante la vida de Alceo. El término está en relación directa con la crisis interna o “stasis” de las ciudades-estado griegas. Estas convulsiones podían estar ocasionadas por diversos motivos, como las discrepancias en torno al sistema político idóneo. En otros casos era el excesivo incremento demográfico de la polis el que provocaba las tensiones, aliviadas mediante la organización de expediciones coloniales.

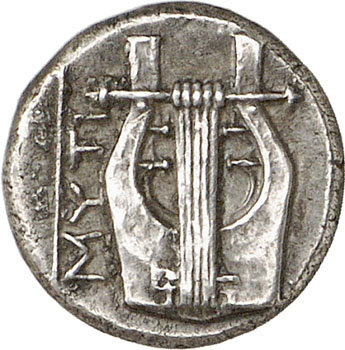
Reverso de Hemidracma - Lira - Mitilene (350-320 a. C.)

Lo que buscaba Alceo mediante sus cánticos patrióticos, recitados con el acompañamiento de la lira o de la cítara, era desestabilizar los regímenes implantados por los tiranos, como Melancro, Mírsilo y Pítaco. Estas canciones suponían una crítica al populismo y al ejercicio omnímodo del poder, pero desde planteamientos elitistas que defendían la vuelta al consenso entre los “aristoi”. No incitaban al tiranicidio, pero sí a la humillación pública del tirano para que nadie jamás quisiera volver a arrogarse el poder absoluto. Una dificultad añadida que impidió el éxito de las conspiraciones políticas de Alceo fue el prestigio acumulado en el terreno militar y legislativo por Pítaco, uno de los tiranos que tuvo Mitilene, y contra el que fueron dirigidas muchas de las envenenadas composiciones alcaicas. El ejercicio continuado de agitador social se tradujo para Alceo en varios destierros. Desde el exilio siguió alentando la insurrección contra los tiranos, pecando con frecuencia de bravuconería. Aunque animaba en sus cánticos a los miembros de su partido a la realización de gestas valerosas, siempre le atormentó su poco loable comportamiento en la batalla de Sigeo, enclave del Helesponto disputado entre atenienses y lesbios, donde tuvo que abandonar sus armas para poder salvar la vida.
Dentro de los “Stasiotika” hay varios poemas similares por su temática a la metafórica “nave del estado” de Arquíloco de Paros, así como otros que equiparan a los ciudadanos con los muros o con los elementos más emblemáticos de la polis. En el destierro, Alceo maquinaba cómo juntar una gran escuadra naval con la que presentarse en Mitilene para provocar un cambio político que devolviese el poder a la nobleza tradicional. Tras una década de conflictos de mayor o menor intensidad, Pítaco abandonó voluntariamente el poder, dejando instaurado en su ciudad un sólido ordenamiento civil. Los jirones que se conservan de los “cantos de batalla” de Alceo son una interesante muestra de cómo bullían políticamente las ciudades-estado griegas antes de la aparición de los ideales democráticos.